# Arnesby
Arnesby est une paroisse civile et un village du Leicestershire, en Angleterre.